# Resolutie 2057 Veiligheidsraad Verenigde Naties
Resolutie 2057 van de Veiligheidsraad van de Verenigde Naties werd op 5 juli 2012 met unanimiteit aangenomen door de VN-Veiligheidsraad.
De resolutie verlengde de een jaar eerder in Zuid-Soedan opgerichte UNMISS-vredesmacht met één jaar zonder het mandaat te wijzigen.
Zuid-Soedan, dat zich een jaar eerder had afgesplitst van Soedan, had in januari 2012 beslist de volledige olieproductie — goed voor 98% van 's lands inkomsten — te staken omdat Soedan een te hoog bedrag vraagt voor de uitvoer langsheen haar pijpleidingen.
Ook werden invallen van het Verzetsleger van de Heer uit buurland Oeganda een steeds groter probleem.

## Achtergrond
In 2011 was Zuid-Soedan na decennia van conflict om het olierijke gebied onafhankelijk geworden van Soedan. Het jonge land had echter te kampen met verscheidene gewapende groeperingen.

## Inhoud

### Waarnemingen
In Zuid-Soedan waren inmiddels overheidsinstellingen en een parlement opgericht.
Ook werd het anticorruptieprogramma van president Kiir opgemerkt.
Men betreurde dat het conflict tussen Soedan en Zuid-Soedan maar bleef voortduren.
Een omvangrijke aanpak van de onderliggende oorzaken ervan moest voor duurzame vrede zorgen.
Het gedaalde overheidsbudget — Zuid-Soedan had de olieproductie stilgelegd — zou mogelijk gevolgen hebben voor de vredesinspanningen, al had het land maatregelen getroffen om inkomsten en uitgaven in balans te brengen.
Ook grensincidenten tussen de twee landen bleven voor spanningen en instabiliteit zorgen.
Verder moest meer civiele expertise worden ingezet om de staat Zuid-Soedan verder uit te bouwen.

### Handelingen
Het mandaat van UNMISS werd verlengd tot 15 juli 2013.
De prioriteiten bleven het beschermen van de bevolking en het verhogen van de veiligheid.
De Zuid-Soedanese overheid werd opgeroepen meer verantwoordelijkheid te nemen in het beschermen van haar bevolking.
UNMISS werd geautoriseerd alles te doen binnen het mandaat om die bescherming te bewerkstelligen.
De missie werd ook gevraagd de grens met Soedan in de gaten te houden tot de daarvoor voorziene mechanismen in werking zouden treden.
Van alle partijen werd medewerking met de missie geëist en de aanvallen erop werden sterk veroordeeld.
Ook werd een einde geëist aan het geweld, de mensenrechtenschendingen en aanvallen op de bevolking.
Het plan om een einde te maken aan de rekrutering van kinderen en de toezegging om alle kinderen in de SPLA te laten gaan werd verwelkomd.
UNMISS kende een kritiek tekort aan militaire helikopters en de lidstaten werden opgeroepen meer luchteenheden bij te dragen.

## Verwante resoluties
- Resolutie 2046 Veiligheidsraad Verenigde Naties
- Resolutie 2047 Veiligheidsraad Verenigde Naties
- Resolutie 2063 Veiligheidsraad Verenigde Naties
- Resolutie 2075 Veiligheidsraad Verenigde Naties

Lijst ·  2033 ·  2034 ·  2035 ·  2036 ·  2037 ·  2038 ·  2039 ·  2040 ·  2041 ·  2042 ·  2043 ·  2044 ·  2045 ·  2046 ·  2047 ·  2048 ·  2049 ·  2050 ·  2051 ·  2052 ·  2053 ·  2054 ·  2055 ·  2056 ·  2057 ·  2058 ·  2059 ·  2060 ·  2061 ·  2062 ·  2063 ·  2064 ·  2065 ·  2066 ·  2067 ·  2068 ·  2069 ·  2070 ·  2071 ·  2072 ·  2073 ·  2074 ·  2075 ·  2076 ·  2077 ·  2078 ·  2079 ·  2080 ·  2081 ·  2082 ·  2083 ·  2084 ·  2085